# 王凱程
王 凱程（ワン・カイチェン、Wang Kai Cheng、原名：王 鴻程〈ワン コウテイ、ワン・フンチェン、Wang Hung-Chen〉、1991年9月8日 - ）は、中華民国（台湾）のプロ野球選手（投手）。中華職業棒球大聯盟の中信兄弟所属。

## 経歴
高校、大学時代は日本で過ごし福岡第一高校、日本経済大学を経てプロ野球独立リーグ・ベースボール・チャレンジ・リーグに所属する石川ミリオンスターズに1シーズンの合計8年の野球経験を日本で積む。兵役義務のため帰台し兵役に就いた後に崇越隼鷹棒球隊に入団した。2017年CPBLドラフトで中信兄弟から6位指名を受け180万新台湾ドルで契約。
2017 アジア プロ野球チャンピオンシップにチャイニーズタイペイ代表で出場。11月17日の韓国代表戦（東京ドーム）の6回裏2死3塁から先発の陳冠宇に変わって登板。代打の柳志赫に四球で出塁されるも、河周錫をセカンドゴロに打ち取りピンチを脱すると、7回裏も続投し韓承澤をショートライナーに打ち取ったところで彭識穎と交代した。18日の日本代表戦（東京ドーム）にも７回裏1死1,2塁から朱俊祥に変わって5番手で登板するも先頭の松本剛にライト線への2店タイムリーツーベースを打たれる。続く近藤健介には四球を与え、満塁のピンチを招く。しかし、山川穂高からは見逃し三振を奪い、王躍霖と交代した。
2019年6月12日、統一ライオンズ戦（台南市立野球場）6回裏2死1,2塁の場面で陳重羽を迎えた。初球に151km/hの球を投じるが、頭部付近への暴投となり2,3塁となった。これを受けて両ベンチから選手、首脳陣が飛び出し乱闘の様相を見せたが両軍ヘッドコーチが笑顔で和解する様子を見せ、この騒ぎはすぐに一旦の収束を見せた。この後の5球を外角にまとめて三振を奪うと感情を爆発させた後に統一ベンチに何か文句を言うような仕草を見せたところ球審から退場が宣告される事態となった。この年は2017年CPBLオールスターゲームの三商美邦中職明星隊に選出され、7月27日に行なわれた第一戦の8回裏に登板し一回を1失点。シーズン終了後には登録名を「王凱程」に変更した。
2020年5月13日、富邦ガーディアンズ戦（新荘体育場野球場）の8回裏から登板。四球と内野安打でピンチを招くと林益全にセンターへの2点タイムリーヒットを打たれ降板した。翌日違和感を訴えたため検査を行うと、右広背筋断裂と診断された。稀な怪我であったため復帰の見通しが立たなかったが、2021年10月21日の2軍楽天モンキーズ戦（園區球場）の7回表に復帰登板を果たし無失点に抑えた。

## 選手としての特徴
192㎝の長身を武器としたスリークォーター。最速154km/hと球威を備えた速球、主にスライダーの変化球を操る。しかし、コントロールには問題があるとされる。2024年はフォークを多用しており全体の25％を占める。また、ゴロピッチャーであり、ゴロ率は60%を超える。

## 詳細情報

### 年度別投手成績
| 年 度     | 球 団     | 登 板 | 先 発 | 完 投 | 完 封 | 無 四 球 | 勝 利 | 敗 戦 | セ 丨 ブ | ホ 丨 ル ド | 勝 率 | 打 者 | 投 球 回 | 被 安 打 | 被 本 塁 打 | 与 四 球 | 敬 遠 | 与 死 球 | 奪 三 振 | 暴 投 | ボ 丨 ク | 失 点 | 自 責 点 | 防 御 率 | W H I P |
| --------- | --------- | ----- | ----- | ----- | ----- | -------- | ----- | ----- | -------- | ----------- | ----- | ----- | -------- | -------- | ----------- | -------- | ----- | -------- | -------- | ----- | -------- | ----- | -------- | -------- | ------- |
| 2017      | 中信兄弟  | 8     | 0     | 0     | 0     | 0        | 1     | 0     | 0        | 0           | 1.000 | 33    | 8.0      | 9        | 0           | 3        | 1     | 0        | 7        | 0     | 0        | 1     | 1        | 1.13     | 1.50    |
| 2018      | 中信兄弟  | 7     | 0     | 0     | 0     | 0        | 1     | 1     | 1        | 0           | .000  | 29    | 6.0      | 7        | 1           | 6        | 0     | 0        | 4        | 2     | 0        | 8     | 8        | 12.00    | 2.17    |
| 2019      | 中信兄弟  | 37    | 0     | 0     | 0     | 0        | 1     | 1     | 0        | 1           | .500  | 137   | 30.1     | 30       | 2           | 19       | 4     | 2        | 19       | 6     | 1        | 15    | 13       | 3.86     | 1.62    |
| 2020      | 中信兄弟  | 2     | 0     | 0     | 0     | 0        | 0     | 0     | 0        | 0           | .000  | 9     | 1.1      | 2        | 0           | 2        | 0     | 0        | 1        | 0     | 0        | 5     | 4        | 27.00    | 3.00    |
| 2022      | 中信兄弟  | 9     | 0     | 0     | 0     | 0        | 0     | 0     | 0        | 0           | .000  | 48    | 9.2      | 14       | 1           | 3        | 0     | 1        | 4        | 1     | 0        | 10    | 8        | 7.45     | 1.76    |
| 2023      | 中信兄弟  | 4     | 0     | 0     | 0     | 0        | 0     | 0     | 0        | 0           | .000  | 16    | 3.1      | 5        | 0           | 2        | 0     | 0        | 0        | 0     | 0        | 0     | 0        | 0.00     | 2.10    |
| 2024      | 中信兄弟  | 43    | 0     | 0     | 0     | 0        | 1     | 3     | 0        | 14          | .250  | 163   | 40.0     | 34       | 1           | 13       | 2     | 4        | 22       | 0     | 0        | 14    | 14       | 3.15     | 1.18    |
| 通算：7年 | 通算：7年 | 110   | 0     | 0     | 0     | 0        | 3     | 5     | 1        | 15          | .375  | 435   | 98.2     | 101      | 5           | 48       | 7     | 7        | 57       | 9     | 1        | 53    | 48       | 4.38     | 1.51    |

- 2024年シーズン終了時点

### 年度別守備成績
| 年 度 | 球 団 | 投手  | 投手  | 投手  | 投手  | 投手  | 投手     |
| 年 度 | 球 団 | 試 合 | 刺 殺 | 補 殺 | 失 策 | 併 殺 | 守 備 率 |
| ----- | ----- | ----- | ----- | ----- | ----- | ----- | -------- |
| 2017  | 中信  | 8     | 0     | 2     | 0     | 0     | 1.000    |
| 2018  | 中信  | 7     | 2     | 2     | 1     | 1     | .800     |
| 2019  | 中信  | 37    | 0     | 4     | 2     | 0     | .667     |
| 2020  | 中信  | 2     | 0     | 0     | 0     | 0     | .000     |
| 2022  | 中信  | 9     | 1     | 2     | 1     | 0     | .750     |
| 2023  | 中信  | 4     | 0     | 7     | 0     | 0     | .000     |
| 2024  | 中信  | 43    | 1     | 2     | 0     | 0     | 1.000    |
| 通算  | 通算  | 110   | 4     | 17    | 4     | 1     | .846     |

- 2024年シーズン終了時点

### 記録
- 2017年9月21日、統一ライオンズ戦（新荘体育場野球場）同点の8回裏に救援登板し、1回無失点。その後打線が6点を奪い、CPBLでの初勝利を記録した[7]。

### 背番号
- 60（2017年-2019年）
- 15（2020年-）

### 代表歴
- 2017 アジア プロ野球チャンピオンシップ チャイニーズタイペイ代表